# Vernon, New York
Vernon är en stad i Oneida County i delstaten New York, USA, med 5 408 invånare (2010).
I Vernon finns bland annat travbanan Vernon Downs. Den 5 september 2013 satte den svenskägda travaren Nuncio banrekord för tvååringar på denna bana.